# Veleiros
Veleiros (Zeilschepen) is een compositie van Heitor Villa-Lobos. Het is een toonzetting van het gelijknamige gedicht van Dora Vasconcelos. Zij beschrijft daarin haar gevoel over een verloren liefde als zij uitkijkt over de zee. De golven nemen haar mee in haar herinnering.
Villa-Lobos schreef vier versies van dit lied:
- een voor zangstem, mannenkoor en orkest (W551) als onderdeel van A floresta do Amazonas
- een voor zangstem en piano (W560)
- een voor zangstem en orkest (W561)
- een voor zangstem en twee gitaren (W562).

De versie voor zangstem en orkest kreeg een eerste uitvoering onder leiding van de componist zelf. Hij leidde het Symphony of the Air in een concert op 12 juli 1959 tijdens zijn laatste publieke optreden als dirigent. Elinor Ross was de solisten. Een even later opgenomen versie had als soliste Bidau Sayão.